# Frauenau
Frauenau település Németországban, azon belül Bajorországban. Lakosainak száma 2706 fő (2023. december 31.). Frauenau Spiegelau, Sankt Oswald-Riedlhütte, Kirchdorf im Wald, Rinchnach, Zwiesel, Lindberg és Modrava községekkel határos.

## Népesség
| Lakosok száma | 1285 | 3925 | 3361 | 3102 | 2688 | 2665 | 2688 | 2697 | 2675 | 2706 |
|               | 1875 | 1950 | 1975 | 1987 | 2012 | 2014 | 2016 | 2017 | 2021 | 2023 |